# 蒙蒂尼昂奥斯特雷旺
蒙蒂尼昂奥斯特雷旺（法語：Montigny-en-Ostrevent）是法国北部-加来海峡大区诺尔省的一个市镇，属于杜埃区南杜埃县。该市镇2009年时的人口为4,801人。

## 人口
蒙蒂尼昂奥斯特雷旺人口变化图示
| 数据来源：INSEE |